# Фуколята
Фуколята — опустевшая деревня в Котельничском районе Кировской области в составе Сретенского сельского поселения.

## География
Располагается на расстоянии примерно 2 км по прямой на запад от центра поселения села Сретенье.

## История
Известна с 1802 года как деревня Суеваловская с 6 дворами. В 1873 году здесь (Суеваловская или Фукалята) было отмечено дворов 16 и жителей 118, в 1905 23 и 172, в 1926 (Фукулята или Суеваловская) 34 и 170, в 1950 27 и 93, в 1989 году оставался 1 житель. Нынешнее название утвердилось с 1978 года.

## Население
Постоянное население  составляло 1 человек (русские 100%) в 2002 году, 0 в 2010.